# Kaşıkçılar, Nazilli
Kaşıkçılar là một xã thuộc huyện Nazilli, tỉnh Aydın, Thổ Nhĩ Kỳ. Dân số thời điểm năm 2010 là 129 người.